# Гёрисрид
Гёрисрид (нем. Görisried) — община в Германии, в земле Бавария. 
Подчиняется административному округу Швабия. Входит в состав района Восточный Алльгой.  Население составляет 1273 человека (на 31 декабря 2010 года). Занимает площадь 23,14 км².